# ديفيد بيرد
ديفيد بيرد (بالإنجليزية: David Beard)‏ (23 أكتوبر 1973 - ) هو لاعب كرة طائرة أسترالي. شارك في الألعاب الأولمبية الصيفية 2000 والألعاب الأولمبية الصيفية 2004.

## وصلات خارجية
- ديفيد بيرد على موقع عالم الكرة الطائرة (الإنجليزية)
- ديفيد بيرد على موقع أوليمبيديا (الإنجليزية)
- ديفيد بيرد على موقع اللجنة الأولمبية الأسترالية (الإنجليزية)